# Мельник, Варфоломей Минич
Варфоломе́й Ми́нич Ме́льник (1867 — после 1907) — член II Государственной думы от Минской губернии, крестьянин.

## Биография
Православный, крестьянин местечка Лоева Речицкого уезда.
Окончил Лоевское народное училище. Занимался земледелием (9½ десятин надельной и 2 десятины приобретенной земли). Состоял членом Русского окраинного союза.
В феврале 1907 года был избран в члены II Государственной думы от Минской губернии съездом уполномоченных от волостей. Входил в группу беспартийных. Состоял членом комиссий: по запросам и по народному образованию. Выступал по поводу декларации Совета министров, по аграрному вопросу и об отмене взысканий за тайное обучение в Царстве Польском и Западном крае.
Судьба после роспуска II Думы неизвестна.